# Florent Guénard
Pour les articles homonymes, voir Guénard.
 (février 2023).
La mise en forme du texte ne suit pas les recommandations de Wikipédia : il faut le « wikifier ».
Les points d'amélioration suivants sont les cas les plus fréquents. Le détail des points à revoir est peut-être précisé sur la page de discussion.
- Les titres sont pré-formatés par le logiciel. Ils ne sont ni en capitales, ni en gras.
- Le texte ne doit pas être écrit en capitales (les noms de famille non plus), ni en gras, ni en italique, ni en « petit »…
- Le gras n'est utilisé que pour surligner le titre de l'article dans l'introduction, une seule fois.
- L'italique est rarement utilisé : mots en langue étrangère, titres d'œuvres, noms de bateaux, etc.
- Les citations ne sont pas en italique mais en corps de texte normal. Elles sont entourées par des guillemets français : « et ».
- Les listes à puces sont à éviter, des paragraphes rédigés étant largement préférés. Les tableaux sont à réserver à la présentation de données structurées (résultats, etc.).
- Les appels de note de bas de page (petits chiffres en exposant, introduits par l'outil «  Source ») sont à placer entre la fin de phrase et le point final[comme ça].
- Les liens internes (vers d'autres articles de Wikipédia) sont à choisir avec parcimonie. Créez des liens vers des articles approfondissant le sujet. Les termes génériques sans rapport avec le sujet sont à éviter, ainsi que les répétitions de liens vers un même terme.
- Les liens externes sont à placer uniquement dans une section « Liens externes », à la fin de l'article. Ces liens sont à choisir avec parcimonie suivant les règles définies. Si un lien sert de source à l'article, son insertion dans le texte est à faire par les notes de bas de page.
- La présentation des références doit suivre les conventions bibliographiques. Il est recommandé d'utiliser les modèles {{Ouvrage}}, {{Chapitre}}, {{Article}}, {{Lien web}} et/ou {{Bibliographie}}. Le mode d'édition visuel peut mettre en forme automatiquement les références.
- Insérer une infobox (cadre d'informations à droite) n'est pas obligatoire pour parachever la mise en page.

Pour une aide détaillée, merci de consulter Aide:Wikification.
Si vous pensez que ces points ont été résolus, vous pouvez retirer ce bandeau et améliorer la mise en forme d'un autre article.
 (février 2023).
Florent Guénard est un philosophe français spécialiste de philosophie morale et politique et de philosophie des Lumières. Il est professeur des universités à l'Université Paris-Est Créteil (UPEC) et directeur de la rédaction de La Vie des idées. Ses travaux portent principalement sur la philosophie de Jean-Jacques Rousseau et sur les questions de la démocratie et de l'égalité.

## Biographie
Ancien élève de l’École normale supérieure (Paris), agrégé de philosophie, Florent Guénard a soutenu en 2000 à l’université Paris 10 – Nanterre une thèse de doctorat, sous la direction de Francine Markovits, sur « l’idée de convenance dans la pensée de Jean-Jacques Rousseau ». Il a été moniteur et ATER à l’Université Paris-Nanterre, professeur de philosophie en classes terminales (TZR) en Seine-Saint-Denis, puis, de 2006 à 2008, maître de conférences du Collège de France (chaire de l’histoire moderne et contemporaine du politique), avant d’être élu maître de conférences au département de philosophie de l’Université de Nantes (de 2008 à 2018). Il a soutenu en 2015 son habilitation à diriger des recherches à l’Université Paris-Nanterre (titre du dossier : Intitulé : « Institution politique et dynamiques démocratiques : lois, mœurs, passions »). Il a ensuite été maître de conférences à l’École normale supérieure (Paris), de 2018 à 2022. Il est depuis le mois de septembre 2022, professeur des universités à l’Université Paris-Est Créteil.
Outre ses travaux sur Jean-Jacques Rousseau, il a publié en son nom propre deux essais au Seuil : La Démocratie universelle. Philosophie d’un modèle politique (2016), et La Passion de l'égalité (2022).
Florent Guénard a été conseiller technique au cabinet de Christian Paul, ministre de l’Outre-mer (de 2000 à 2002) et secrétaire général de La République des Idées de 2008 à 2019. Il dirige la rédaction de La Vie des idées depuis 2007, date à laquelle cette revue initialement publiée sur papier est passée en ligne.

### Ouvrages en nom propre
- Jean-Jacques Rousseau, anthologie de textes présentés et commentés, Paris, Hachette, coll. « Prismes », 2001, 188 p.
- Rousseau et le travail de la convenance  (dir. de collection : Pierre-François Moreau), Paris, Honoré Champion, coll. « Travaux de philosophie », 2004, 592 p.[14]
- Modernité(s) de Rousseau, Publications du Musée de Chambéry, 2016, 51 p., livre-brochure, « Rencontres philosophiques 2012 »
- La Démocratie universelle : Philosophie d’un modèle politique, Paris, Seuil, coll. « La couleur des idées », 2016, 368 p.[15]
- La Passion de l’égalité, Paris, Seuil, coll. « Les livres du nouveau monde », 2022, 296 p.[16]

### Direction d’ouvrages
- Antoine Grandjean, Le Ressentiment, passion sociale, Rennes, Presses universitaires de Rennes, 2012, 236 p.[17],[18]
- Catherine Colliot-Thélène, Peuples et populisme, Paris, Presses universitaires de France et La Vie des idées, 2014, 104 p.[19],[20]
- Blaise Bachofen, Bruno Bernardi et André Charrak, Philosophie de Rousseau, Paris, Éditions Classiques Garnier, 2014, 512 p.[21]
- Sarah Al-Matary, La Démocratie à l’œuvre : Autour de Pierre Rosanvallon, Paris, Éditions du Seuil, 2015, 304 p.[22]